# Guillermo Subiabre
Guillermo Subiabre (25 de fevereiro de 1903 – 11 de abril de 1964) foi um futebolista chileno que disputou a Copa do Mundo de 1930, atuando como atacante. Foi o goleador da sua equipe na competição, com quatro gols. 
Durante a carreira, jogou por Liverpool Wanderers, Santiago Wanderers e Colo-Colo, além de defender o Chile, pela qual disputou também a Copa América de 1926 e os Jogos Olímpicos de 1928.
Pela seleção chilena marcou, ao todo, 10 gols. Encerrou a carreira jogando pelo Colo-Colo em 1941.